# Cenangiumella rattanicola
Cenangiumella rattanicola är en svampart som beskrevs av J. Fröhl. & K.D. Hyde 2000. Cenangiumella rattanicola ingår i släktet Cenangiumella och familjen Helotiaceae.   Inga underarter finns listade i Catalogue of Life.